# Хараху Сергій Олександрович
Сергі́й Олекса́ндрович Хараху (nom de guerre «Сотник»; нар. 1 грудня 1970; Ош, Киргизстан) — український педагог, громадський діяч, вчитель географії та Захисту Вітчизни, керівник Центру військово-патріотичного виховання Самооборони «Галичина», сотник ГФ «Народна Самооборона Львівщини», інструктор табору «Гайдамацька Січ», засновник громадської організації «Клуб толерантності», член Української світової спілки професійних учителів.
У 2017 році увійшов у список 20 найкращих вчителів України за версією Global Teacher Prize.
Після російського вторгнення в Україну 2022 року став військовослужбовцем ЗСУ.

## Біографія
Народився 1 грудня 1970 року в місті Ош, Киргизстан.
У 1993 році закінчив географічний факультет ЛНУ ім. І. Франка, спеціальність — географ, вчитель географії. Має педагогічний стаж з 2002 року.
У 2004 році почав працювати у Класичній гімназії при ЛНУ імені Івана Франка.
У 2006 році балотувався до Львівської міської ради від Блоку «Наша Україна».
Від 2008 року Сергій Хараху бере участь у громадській діяльності, засновуючи Клуб толерантності. У листопаді 2008 року був співорганізатором Всеукраїнської учнівської науково-практичної конференції «Постать Степана Бандери в українській історії. Погляд молоді», а у 2012 — «70 років УПА — від особистостей до боротьби за волю України».
У 2013 році стає співзасновником громадського формування «Народна Самооборона Львівщини», бере участь у Євромайдані та займається патрулюванням та охороною громадського порядку у Львові.
У 2015 році — викладач поліцейської академії у Львові (курс про права людини та толерантність).
Від 2017 року — член Громадської ради при Львівській обласній державній адміністрації, з 2019 по 2021 — голова комісії освіти і науки.
Після початку російського вторгнення в Україну, 28 лютого 2022 року пішов добровольцем у Збройні сили України. Служить у 53-му окремому стрілецькому батальйоні ЗСУ. Брав участь у битві за Бахмут, де отримав контузію та травму і був відправлений на реабілітацію.

### Конфлікт щодо підручника Захисту Вітчизни
У вересні 2018 року у місцевих ЗМІ повідомлялося, що Сергій Хараху виявив у новому підручнику Захисту Вітчизни, автором якого виступив Микола Гнатюк, а видавцем — видавництво «Генеза», неправдиві історичні факти і маніпуляції, зокрема перекручені факти історичного минулого України та Російської Федерації та фото спецназу Головного розвідувального управління РФ.
У інтерв'ю газеті «Високий Замок» 7 вересня 2018 року Хараху зазначив, що він «скерував лист-скаргу на автора цього підручника у Міністерство освіти, а також вказав на подробиці неправдивих історичних фактів та на відсутність важливих подій української військової історії». Згодом видавництво «Генеза» поширило заяву у якій заперечували звинувачення у свою сторону та розкритикували статтю у Високому Замку, а також навели аналіз підручника авторства Хараху, де був виявлений плагіат (дослівний переклад з російської).
22 вересня на території Форуму Видавців відбувся пікет за участі вчителів проти підручника Захисту Вітчизни. Видавництво «Генеза» пояснило інцидент розв'язанням конкурентної боротьби.
4 жовтня 2018 року відбулася нарада в Міністерстві освіти і науки, за ініціативи міністра освіти Лілії Гриневич, на якій «Генеза» з автором пообіцяли виправити всі помилки, які знайдуть експерти.
18 березня 2019 року стало відомо, що видавництво «Генеза» подало у суд на Сергія Хараху та газету «Високий Замок» позов про захист ділової репутації та відшкодування моральної шкоди. 25 червня 2019 року відбулося підготовче засідання у Франківському районному суді Львова, також стало відомо, що видавництво вимагає компенсацію у розмірі 100 000 грн. 8 квітня 2020 року відбулось судове засідання, на якому видавництву «Генеза» відмовили у задоволенні позову.
16 липня 2020 року стало відомо, що Хараху подав до суду на Міністерство освіти та науки України з вимогою не допустити викладання у школах предмета «Захист Вітчизни» за підручником Миколи Гнатюка.

## Відзнаки
- Конкурс документальних оповідань присвячений Другій світовій війні «Бути людиною» — за оригінальність сюжету, оповідання «Історія одного солдата»[32];
- призер міського конкурсу «Успішний педагог — 2018» у номінації «Захист Вітчизни»[33];
- Подяка Львівської міської ради (23 жовтня 2018) — за багаторічну сумлінну працю, високий професіоналізм, вагомий внесок у навчання і виховання молодого покоління та з нагоди Дня працівника освіти[34];
- Грамота Верховної Ради України (2017) — за особистий внесок у розвиток вітчизняної освіти, плідну навчально-педагогічну діяльність, багаторічну сумлінну працю, високий професіоналізм та з нагоди 25-річчя створення Класичної гімназії при ЛНУ ім. І. Франка[35];
- Відзнака «Подяка Львівської обласної ради» (26 вересня 2017) — за вагомий особистий внесок у розвиток вітчизняної освіти, значні досягнення у вихованні молодого покоління, високий професіоналізм та з нагоди Дня працівника освіти[36][37];
- Увійшов у список 20 найкращих вчителів України за версією Global Teacher Prize[5];
- призер міського конкурсу «Успішний педагог — 2016» у номінації «Захист Вітчизни»[38];
- 3-тє місце у Міжнародному конкурсі публікацій про толерантність, інтеграцію, взаємоповагу і порозуміння в суспільстві організації «Глобальне партнерство для запобігання збройному конфлікту[en]» — стаття «Через терни до толерантності», вересень 2011 року)[39].

## Друковані праці
- Державна концепція виховання української молоді (традиції, досвід, перспективи): Методичні матеріали Всеукраїнської науково-практичної конференції, 7 липня 2006 р. — Львів, 2006. (стаття «Майбутня українська еліта — проблема шкільного виховання»);
- Галичина — полікультурна територія України. Стан та перспективи: Матеріали всеукраїнської наукової конференції, 8-9 жовтня 2010 р. — Львів, 2010. (стаття «Виховання толерантності та налагодження співпраці молоді різних громад Львова»);
- Вплив різних видів народної творчості на формування дитячого світогляду: досвід та практика: Збірник тез науково-практичної конференції, 12-13 травня 2012 р. — Львів, 2012. (стаття «Етнопедагогічні основи виховання сучасної середньої школи: теорія і практика»);
- Викладаємо Захист Вітчизни по-новому. Збірник методичних матеріалів військово-патріотичного виховання та розробок уроків і занять з предмету Захист Вітчизни — Львів, 2012. (статті «НАТО», «Методика військово-патріотичних таборувань», «Бойове забезпечення та сучасна екіпіровка воїна» та ін.).
- «Викладаємо Захист Вітчизни по-новому. Мілітарна історія Львова». Журнал «Оборонний вісник», № 8 — Київ. 2016 р.
- «Не можемо бути осторонь». Журнал «Оборонний вісник», № 1 (10) — Київ. 2017 р.
- «Захист Вітчизни: методичні матеріали та інноваційні уроки: нова програма» / С. Хараху, В. Павлов, І. Дзюба, Є. Саганчі — Львів: Світ, 2018—136 с.

### Підручники
- Захист Вітчизни (рівень стандарту): підруч. для 10 кл. закл. заг. серед. осв. / С. Хараху, В. Павлов, І. Дзюба, Є. Саганчі — Львів: Світ, 2018. — 216 с. : іл., табл[40]
- «Захисник України» / С. Хараху, І. Дзюба, Є. Саганчі, О. Ящишин, В. Павлов, В. Нефедов. — Львів: Світ, 2018. — 224 с.: іл.